# Clyde Lovellette
Clyde Edward Lovellette (ur. 7 września 1929 w Petersburgu, zm. 9 marca 2016 w North Manchester) – amerykański koszykarz, środkowy, mistrz olimpijski, NCAA, trzykrotny mistrz NBA, uczestnik spotkań gwiazd, zaliczony do drugiego składu najlepszych graczy NBA.
Jest jednym z ponad 40 zawodników w historii, którzy zdobyli zarówno mistrzostwo NCAA, jak i NBA w trakcie swojej kariery sportowej.

## Osiągnięcia

### NCAA
- Mistrz NCAA (1952)[3]
- Most Outstanding Player (MOP=MVP) turnieju NCAA (1952)[8]
- Zawodnik Roku NCAA według Helms Foundation (1952)[9]
- Wybierany do:
  - I składu All-American (1951, 1952)[10]
  - III składu All-American (1950 - AP)
  - Akademickiej Galerii Sław Koszykówki (2006)[11]
- Lider strzelców NCAA Division I (1952)[12]

### NBA
- 3-krotny mistrz NBA (1954, 1963-1964)[4]
- 2-krotny wicemistrz NBA (1960, 1961)[4]
- 4-krotnie powoływany do udziału w meczu gwiazd NBA (1956–1957, 1960–1961)[5] Nie wystąpił z powodu kontuzji w 1957 roku[13]
- Wybrany do:
  - II składu NBA (1956)[6]
  - Koszykarskiej Galerii Sław (Naismith Memorial Basketball Hall Of Fame - 1988)[14]

### Reprezentacja
- Mistrz olimpijski 1952[2]